# Requerimento
Requerimento é um documento utilizado para obter um bem, um direito, ou uma declaração de uma autoridade pública. O requerimento é uma petição dirigida ao responsável (nome do cargo que ocupa) de uma entidade oficial, organismo ou instituição através da qual se requer (daí o nome requerimento) a satisfação de uma necessidade ou interesse. O requerimento existe em duas formas: simples e complexo.
Requerimento simples: É utilizado quando não há a necessidade de grandes aprofundamentos sobre a questão, utilizando-se apenas um único parágrafo para a realização da solicitação, de forma sucinta e impessoal, devido à formalidade do documento.
Requerimento complexo: Se dá quando houver a necessidade de abordar vários pontos por meio de uma lógica de ideias, para uma solicitação mais articulada, devendo distribuir os argumentos em mais de um parágrafo. A narrativa deve seguir a ordem cronológica dos fatos de forma clara e objetiva, apresentando a relação de causa e efeito para o requerimento, mediante também de documentos comprobatórios.